# تپه مین مرغزار
تپه مین مرغزار مربوط به مس سنگی - عصر آهن - سده‌های میانه دوران‌های تاریخی پس از اسلام است و در شهرستان دورود، بخش سیلاخور، دهستان چالانچولان، ۲۵۰ متری جنوب غربی روستای ده حاجی واقع شده و این اثر در تاریخ ۲۸ شهریور ۱۳۸۶ با شمارهٔ ثبت ۱۹۵۵۰ به‌عنوان یکی از آثار ملی ایران به ثبت رسیده است.